# .380 MK I/MK II
La cartouche de .380 MK I/MK II est une  munition militaire dérivée du .38 S&W (mais moins puissante) adoptée par le Royaume-Uni et le Commonwealth pour ses revolvers Enfield .38 et Webley Mk IV calibre .38. Mise au point en 1923 par la firme Webley & Scott pour un usage policier, elle fut fabriquée au Canada, au Royaume-Uni et aux États-Unis durant la Seconde Guerre mondiale (mais aussi en France de 1945 à 1995 environ par une cartoucherie (en) privée). En 2000, elle était encore produite en Inde et en Italie. La balle est de type blindée à bout arrondi.

## Dimensions et masse
- Diamètre de la balle : 9,06 mm
- Longueur de balle : 20,5 mm
- Longueur de la douille : 19,3–19,6 mm
- Longueur de la cartouche : 31,4 mm
- Masse de la cartouche : 15,5 g (Mk 2) - 17 g (Mk 1)

## Balistique
- Cartouche MK I
  - Masse du projectile : 13 g
  - Vitesse initiale : 189 m/s
  - Énergie initiale : 207 joules

- Cartouche MK II
  - Masse du projectile : 11,5 g
  - Vitesse initiale : 200 m/s
  - Énergie initiale : 230 joules

- Charge : 0,19 g de poudre sans fumée

## Autres appellations
- .380/200
- .38 British Service
- .380 British